# Torneo Maurice Revello de 2022
El Torneo Maurice Revello 2022 (oficialmente y en francés: 48ème Festival International "Espoirs" – Tournoi Maurice Revello) fue la 48ª edición de dicho torneo para selecciones juveniles que se disputa anualmente en Francia. En esta ocasión se celebró entre el 29 de mayo y 12 de junio de 2022 en 6 estadios ubicados en las localidades de Aubagne, Vitrolles, Fos-sur-Mer, Arles, Mallemort y Salon-de Provence, en la región Provenza-Alpes-Costa Azul del sureste del país.
El torneo se volvió a realizar tras 2 años de ausencia debido a que las ediciones de 2020 y 2021 fueron canceladas como consecuencia de la Pandemia de COVID-19.

## Equipos participantes
El torneo contó con la presencia de doce selecciones de diferentes continentes. En esta edición: Arabia Saudita, Comoras, Panamá y Venezuela debutaron en el certamen.
Solo se pudieron inscribir jugadores nacidos después del 1 de enero de 2001. Las selecciones de Argelia y Venezuela llevaron un plantel Sub-23 —en lugar de un Sub-21, ya que tanto la CAF como la Conmebol no tienen oficialmente dicha categoría—. México y Panamá enviaron selecciones Sub-21 y el resto un plantel Sub-20.
| Equipos participantes | Equipos participantes | Equipos participantes | Equipos participantes |
| --------------------- | --------------------- | --------------------- | --------------------- |
| Arabia Saudita        | Argelia               | Argentina             | Colombia              |
| Comoras               | Francia               | Ghana                 | Indonesia             |
| Japón                 | México                | Panamá                | Venezuela             |

## Fase de grupos
Clasificado a la fase final
     Clasificado a la fase final como mejor segundo

### Grupo A
| Selección      | Pts | PJ | PG | PE | PP | GF | GC | Dif |
| -------------- | --- | -- | -- | -- | -- | -- | -- | --- |
| Francia        | 7   | 3  | 2  | 1  | 0  | 11 | 2  | 9   |
| Argentina      | 6   | 3  | 2  | 0  | 1  | 4  | 6  | -2  |
| Panamá         | 5   | 3  | 1  | 1  | 1  | 4  | 3  | 1   |
| Arabia Saudita | 0   | 3  | 0  | 0  | 3  | 2  | 10 | -8  |

| 29 de mayo de 2022 | Argentina  | 1:0 (0:0) | Arabia Saudita | Stade de Lattre-de-Tassigny, Aubagne |                             |
| 14:00              | Castro 80' | Reporte   |                | Árbitra: Ekaterina Koroleva          | Árbitra: Ekaterina Koroleva |

| 29 de mayo de 2022 | Francia                               | 0:0 (2:4 p.)               | Panamá                                             | Stade de Lattre-de-Tassigny, Aubagne |                              |
| 17:30              |                                       | Reporte                    |                                                    | Árbitra: Edina Batista Alves         | Árbitra: Edina Batista Alves |
|                    |                                       | Tiros desde el punto penal |                                                    |                                      |                              |
|                    | Agoumé · Larkeche · Mbuku · Akliouche |                            | Philips · Orelien · Anderson · Córdoba · Contreras |                                      |                              |

| 1 de junio de 2022 | Panamá | 0:1 (0:0) | Argentina    | Stade Jules Ladoumegue, Vitrolles |                          |
| 14:00              |        | Reporte   | Garnacho 49' | Árbitra: Akhona Makalima          | Árbitra: Akhona Makalima |

| 1 de junio de 2022 | Francia                                                      | 5:0 (3:0) | Arabia Saudita | Stade Jules Ladoumegue, Vitrolles |                        |
| 17:30              | Akliouche 11' · Cathline 22' · Mara 32' · Cimignani 50', 56' | Reporte   |                | Árbitra: Casey Reibelt            | Árbitra: Casey Reibelt |

| 4 de junio de 2022 | Arabia Saudita           | 2:4 (2:1) | Panamá                                              | Stade De Lattre-de-Tassigny, Aubagne |                               |
| 14:00              | Al-Enezi 7' · Joshan 45' | Reporte   | Méndez 20' · Al-Najdi 49' (a.g.) · Orelien 55', 57' | Árbitra: María Belén Carvajal        | Árbitra: María Belén Carvajal |

| 4 de junio de 2022 | Francia                                                               | 6:2 (3:0) | Argentina                | Stade De Lattre-de-Tassigny, Aubagne |                                |
| 17:30              | Akliouche 16', 60' · Aouchiche 23' · Mara 29', 49' · Mbuku 54' (pen.) | Reporte   | Garnacho 59', 89' (pen.) | Árbitra: Marie-Soleil Beaudoin       | Árbitra: Marie-Soleil Beaudoin |

### Grupo B
| Selección | Pts | PJ | PG | PE | PP | GF | GC | Dif |
| --------- | --- | -- | -- | -- | -- | -- | -- | --- |
| Venezuela | 7   | 3  | 2  | 1  | 0  | 4  | 2  | +2  |
| México    | 6   | 3  | 2  | 0  | 1  | 4  | 2  | +2  |
| Indonesia | 3   | 3  | 1  | 0  | 2  | 1  | 3  | -2  |
| Ghana     | 1   | 3  | 0  | 1  | 2  | 1  | 3  | -2  |

| 30 de mayo de 2022 | Indonesia | 0:1 (0:0) | Venezuela | Stade de Lattre-de-Tassigny, Aubagne |                                |
| 13:30              |           | Reporte   | Pérez 69' | Árbitra: Marie-Soleil Beaudoin       | Árbitra: Marie-Soleil Beaudoin |

| 30 de mayo de 2022 | México     | 1:0 (0:0) | Ghana | Stade de Lattre-de-Tassigny, Aubagne |                               |
| 17:30              | Guzmán 83' | Reporte   |       | Árbitra: María Belén Carvajal        | Árbitra: María Belén Carvajal |

| 2 de junio de 2022 | Indonesia | 1:0 (0:0) | Ghana | Stade Jules Ladoumegue, Vitrolles |                            |
| 14:00              | Raka 58'  | Reporte   |       | Árbitra: Yoshimi Yamashita        | Árbitra: Yoshimi Yamashita |

| 2 de junio de 2022 | México     | 1:2 (0:1) | Venezuela                  | Stade Jules Ladoumegue, Vitrolles |                                |
| 17:30              | Juárez 61' | Reporte   | Segovia 45+4' · Ortega 90' | Árbitra: María Laura Fortunato    | Árbitra: María Laura Fortunato |

| 5 de junio de 2022 | Venezuela                                       | 1:1 (0:0) (4:2 p.)         | Ghana                                  | Stade De Lattre-de-Tassigny, Aubagne |                         |
| 14:00              | Pérez 74'                                       | Reporte                    | Ibrahim 54'                            | Árbitra: Oh Hyeon-jeong              | Árbitra: Oh Hyeon-jeong |
|                    |                                                 | Tiros desde el punto penal |                                        |                                      |                         |
|                    | Lacava · De Santis · Segovia · Guarirapa · Ruiz |                            | Yahaya · Amankwah · Agyapong · Mahmoud |                                      |                         |

| 5 de junio de 2022 | México                             | 2:0 (1:0) | Indonesia | Stade De Lattre-de-Tassigny, Aubagne |                             |
| 17:30              | Muñoz 39' (pen.) · Ruvalcaba 90+1' | Reporte   |           | Árbitra: Ekaterina Koroleva          | Árbitra: Ekaterina Koroleva |

### Grupo C
| Selección | Pts | PJ | PG | PE | PP | GF | GC | Dif |
| --------- | --- | -- | -- | -- | -- | -- | -- | --- |
| Colombia  | 7   | 3  | 2  | 1  | 0  | 5  | 3  | +2  |
| Japón     | 4   | 3  | 1  | 1  | 1  | 2  | 2  | 0   |
| Comoras   | 4   | 3  | 0  | 2  | 1  | 1  | 3  | -2  |
| Argelia   | 3   | 3  | 1  | 0  | 2  | 3  | 3  | 0   |

| 31 de mayo de 2022 | Japón      | 1:0 (0:0) | Argelia | Stade Parsemain, Fos-sur-Mer |                        |
| 14:00              | Kitano 55' | Reporte   |         | Árbitra: Lidya Tafesse       | Árbitra: Lidya Tafesse |

| 31 de mayo de 2022 | Colombia                                                           | 1:1 (1:1) (4:5 p.)         | Comoras                                               | Stade Parsemain, Fos-sur-Mer |                         |
| 17:30              | Castillo Manyoma 5'                                                | Reporte                    | Amir 16'                                              | Árbitra: Oh Hyeon-jeong      | Árbitra: Oh Hyeon-jeong |
|                    |                                                                    | Tiros desde el punto penal |                                                       |                              |                         |
|                    | Castillo Manyoma · Puerta · Pedrozo · Cabezas · Salazar · Cantillo |                            | M'Changama · Chadhuli · Amir · Said · Hadhari · Ahmed |                              |                         |

| 3 de junio de 2022 | Japón                  | 0:0 (0:3 p.)               | Comoras                           | Stade Parsemain, Fos-sur-Mer |                            |
| 14:00              |                        | Reporte                    |                                   | Árbitra: Vincentia Amedome   | Árbitra: Vincentia Amedome |
|                    |                        | Tiros desde el punto penal |                                   |                              |                            |
|                    | Uno · Nitta · Masukake |                            | Fahad · Hamada · Chadhuli · Ahmed |                              |                            |

| 3 de junio de 2022 | Argelia    | 1:2 (0:0) | Colombia                         | Stade Parsemain, Fos-sur-Mer |                     |
| 17:30              | Bakrar 50' | Reporte   | Vélez 66' · Castillo Manyoma 86' | Árbitra: Tori Penso          | Árbitra: Tori Penso |

| 6 de junio de 2022 | Japón               | 1:2 (0:0) | Colombia                 | Stade Parsemain, Fos-sur-Mer   |                                |
| 14:00              | Nakamura 90' (pen.) | Reporte   | Puerta 47' · Cabezas 61' | Árbitra: María Laura Fortunato | Árbitra: María Laura Fortunato |

| 6 de junio de 2022 | Argelia                            | 2:0 (1:0) | Comoras | Stade Parsemain, Fos-sur-Mer |                              |
| 17:30              | Bellache 7' · Bekkouche 65' (pen.) | Reporte   |         | Árbitra: Edina Batista Alves | Árbitra: Edina Batista Alves |

### Tabla de segundos lugares
| Selección | Gr. | Pts | PJ | PG | PE | PP | GF | GC | Dif |
| --------- | --- | --- | -- | -- | -- | -- | -- | -- | --- |
| México    | B   | 6   | 3  | 2  | 0  | 1  | 4  | 2  | +2  |
| Argentina | A   | 6   | 3  | 2  | 0  | 1  | 4  | 6  | -2  |
| Japón     | C   | 4   | 3  | 1  | 1  | 1  | 2  | 2  | 0   |

## Partidos de clasificación
Los equipos eliminados jugaron otro encuentro para determinar su clasificación final en la competencia.

### Partido por el 11º lugar
| 8 de junio de 2022 | Ghana                          | 2:1 (1:0) | Arabia Saudita | Stade Fernand Fournier, Arlés |                          |
| 14:00              | Mensah 26' · Samari Salifu 88' | Reporte   | Joshan 71'     | Árbitra: Akhona Makalima      | Árbitra: Akhona Makalima |

### Partido por el 9º lugar
| 8 de junio de 2022 | Argelia                                              | 1:1 (0:0) (4:3 p.)         | Indonesia                                | Stade Fernand Fournier, Arlés |                            |
| 18:00              | Guermouche 90+3'                                     | Reporte                    | Rusadi 87'                               | Árbitra: Vincentia Amedome    | Árbitra: Vincentia Amedome |
|                    |                                                      | Tiros desde el punto penal |                                          |                               |                            |
|                    | Belkhir · Titraoui · Guermouche · Benchaa · Bellache |                            | Fachrezi · Tata · Kwateh · Rusadi · Nico |                               |                            |

### Partido por el 7º lugar
| 10 de junio de 2022 | Panamá                                                        | 4:1 (1:1) | Comoras  | Stade d'Honneur, Mallemort |                     |
| 14:00               | Phillips 43' · Maoulida 48' (a.g.) · Medina 79' · Orelien 88' | Reporte   | Amir 27' | Árbitra: Tori Penso        | Árbitra: Tori Penso |

### Partido por el 5º lugar
| 10 de junio de 2022 | Argentina                           | 3:2 (2:0) | Japón                                     | Stade d'Honneur, Mallemort |                        |
| 18:00               | Garnacho 37' · Paz 43' · Castro 64' | Reporte   | Sakamoto 61' (pen.) · Yokoyama 90' (pen.) | Árbitra: Lidya Tafesse     | Árbitra: Lidya Tafesse |

## Fase final

### Cuadro de desarrollo
|  | Semifinales        | Semifinales        |   |                     | Final               | Final |  |
|  |                    |                    |   |                     |                     |       |  |
|  | 9 de junio de 2022 |                    |   |                     |                     |       |  |
|  | Venezuela          | 0 (5)              |   |                     |                     |       |  |
|  | Colombia           | 0 (4)              |   |                     |                     |       |  |
|  |                    |                    |   |                     |                     |       |  |
|  |                    |                    |   |                     | 12 de junio de 2022 |       |  |
|  |                    |                    |   |                     | Venezuela           | 1     |  |
|  |                    | Francia            | 2 |                     |                     |       |  |
|  |                    |                    |   |                     |                     |       |  |
|  |                    |                    |   |                     |                     |       |  |
|  |                    |                    |   |                     | Tercer lugar        |       |  |
|  | 9 de junio de 2022 | 9 de junio de 2022 |   | 12 de junio de 2022 | 12 de junio de 2022 |       |  |
|  | Francia            | 4                  |   | México              | 2                   |       |  |
|  | México             | 1                  |   |                     | Colombia            | 0     |  |

### Semifinales
| 9 de junio de 2022 | Venezuela                                                    | 0:0 (5:4 p.)               | Colombia                                                        | Stade d'Honneur Marcel Roustan, Salon-de-Provence |                                |
| 14:30              |                                                              | Reporte                    |                                                                 | Árbitra: Marie-Soleil Beaudoin                    | Árbitra: Marie-Soleil Beaudoin |
|                    |                                                              | Tiros desde el punto penal |                                                                 |                                                   |                                |
|                    | Pérez · Chacón · De Santis · Romero · Ruiz · Segovia · Ferro |                            | Almanza · Puerta · Ángel · Ocampo · Salazar · Angulo · Cantillo |                                                   |                                |

| 9 de junio de 2022 | Francia                                    | 4:1 (3:0) | México      | Stade d'Honneur Marcel Roustan, Salon-de-Provence |                            |
| 18:00              | Mara 13', 31' · Agoumé 19' · Aouchiche 80' | Reporte   | Álvarez 48' | Árbitra: Yoshimi Yamashita                        | Árbitra: Yoshimi Yamashita |

### Tercer puesto
| 12 de junio de 2022 | Colombia | 0:2 (0:1) | México                  | Stade d'Honneur Marcel Roustan, Salon-de-Provence |                        |
| 14:30               |          | Reporte   | Muñoz 16' · Álvarez 61' | Árbitra: Casey Reibelt                            | Árbitra: Casey Reibelt |

### Final
| 12 de junio de 2022 | Venezuela  | 1:2 (1:0) | Francia                   | Stade d'Honneur Marcel Roustan, Salon-de-Provence |                              |
| 18:00               | Segovia 8' | Reporte   | Akliouche 53' · Mbuku 79' | Árbitra: Edina Batista Alves                      | Árbitra: Edina Batista Alves |

|                              |
| Bandera de Francia           |
| Campeón Francia 13.er título |

## Estadísticas

### Goleadores
| Jugador                 | Selección      | Anotado |
| ----------------------- | -------------- | ------- |
| Sékou Mara              | Francia        | 5       |
| Alejandro Garnacho      | Argentina      | 4       |
| Maghnes Akliouche       | Francia        | 4       |
| Ángel Orelien           | Panamá         | 3       |
| Yazid Joshan            | Arabia Saudita | 2       |
| Santiago Castro         | Argentina      | 2       |
| Alexis Castillo Manyoma | Colombia       | 2       |
| Zaïd Amir               | Comoras        | 2       |
| Adil Aouchiche          | Francia        | 2       |
| Nathanaël Mbuku         | Francia        | 2       |
| Yanis Cimignani         | Francia        | 2       |
| Efraín Álvarez          | México         | 2       |
| Santiago Muñoz          | México         | 2       |
| Daniel Pérez            | Venezuela      | 2       |
| Telasco Segovia         | Venezuela      | 2       |

## Premios
| Categoría             | Jugador            | Ref.   |
| --------------------- | ------------------ | ------ |
| Mejor jugador         | Telasco Segovia    | [ 2 ]  |
| Mejor jugador         | Sékou Mara         | [ 3 ]  |
| Mejor jugador         | Maghnes Akliouche  | [ 4 ]  |
| Mejor jugador joven   | Yerson Chacón      | [ 5 ]  |
| Revelación del torneo | Alejandro Garnacho | [ 6 ]  |
| Máximo goleador       | Sékou Mara         | [ 7 ]  |
| Premio especial       | Andrés Ferro       | [ 8 ]  |
| Mejor arquero         | Ryoya Kimura       | [ 9 ]  |
| Gol del torneo        | Alejandro Garnacho | [ 10 ] |

### Mejor once
| Portero                         | Defensores | Mediocampistas                                               | Mediocampistas                                                                                   | Delanteros                        |
| ------------------------------- | --- | ------------------------------------------------------------ | ------------------------------------------------------------------------------------------------ | --------------------------------- |
| Ryoya Kimura (Nihon University) | Thierno Baldé (Le Havre) Tanguy Nianzou (Bayern de Múnich) Andrés Ferro (Metropolitanos) Chemseddine Bekkouche (CR Belouizdad) | Lucien Agoumé (Stade Brest) Telasco Segovia (Deportivo Lara) | Adil Aouchiche (Saint-Étienne) Maghnes Akliouche (Mónaco) Alejandro Garnacho (Manchester United) | Sékou Mara (Girondins de Burdeos) |
| Técnico: no entregado           | |                                                              |                                                                                                  |                                   |